# Допплешванд
Допплешванд (нім. Doppleschwand) — громада  в Швейцарії в кантоні Люцерн, виборчий округ Ентлебух.

## Географія
Громада розташована на відстані близько 50 км на схід від Берна, 20 км на захід від Люцерна.
Допплешванд має площу 7 км², з яких на 5,8% дозволяється будівництво (житлове та будівництво доріг), 55,7% використовуються в сільськогосподарських цілях, 36,1% зайнято лісами, 2,4% не є продуктивними (річки, льодовики або гори).

## Демографія
2019 року в громаді мешкало 789 осіб (+9,9% порівняно з 2010 роком), іноземців було 4,7%. Густота населення становила 114 осіб/км².
За віковим діапазоном населення розподілялося таким чином: 26,7% — особи молодші 20 років, 58,7% — особи у віці 20—64 років, 14,6% — особи у віці 65 років та старші. Було 299 помешкань (у середньому 2,6 особи в помешканні).
Із загальної кількості 234 працюючих 85 було зайнятих в первинному секторі, 53 — в обробній промисловості, 96 — в галузі послуг.